# Parczew
Parczew – miasto położone na obszarze Równiny Parczewskiej, w województwie lubelskim, w powiecie parczewskim, siedziba gminy miejsko-wiejskiej Parczew. Według danych GUS z 31 grudnia 2022 r. Parczew liczył 10 298 mieszkańców.
Historycznie Parczew położony jest na skraju Małopolski, początkowo należał do ziemi sandomierskiej, a następnie do ziemi lubelskiej. Alternatywnie używano nazwy Parczów.
W średniowieczu w latach 1386–1611 przez miasto przebiegał Szlak Jagielloński. Miasto królewskie w starostwie parczewskim województwa lubelskiego w 1786 roku.
W latach 1975–1998 miasto administracyjnie należało do województwa bialskopodlaskiego.

## Środowisko naturalne

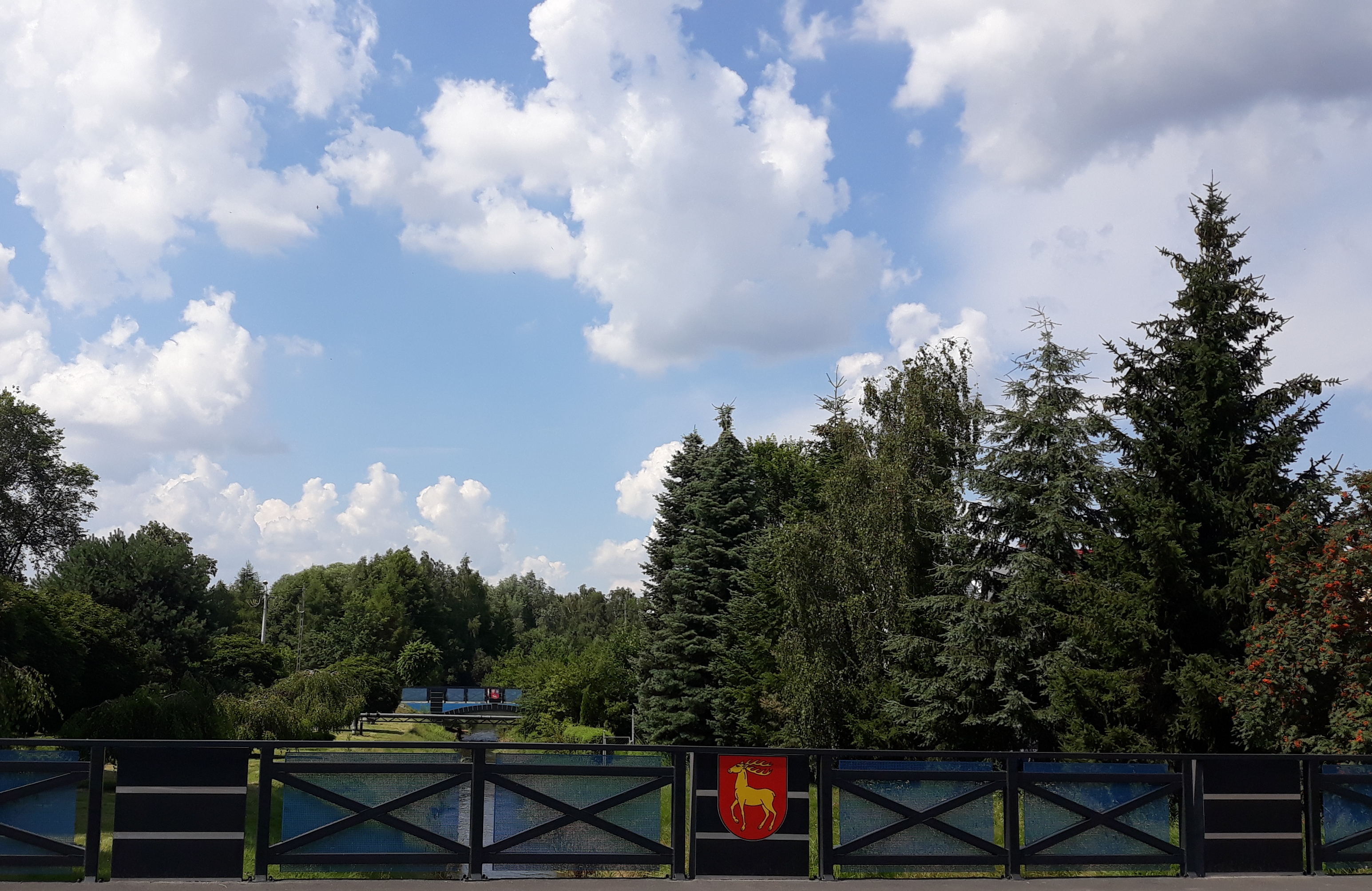
Mosty na rzece Konotopa w centrum Parczewa

Parczew położony jest na obszarze Równiny Parczewskiej, przy ujściu rzek Konotopy i Kołodziejki do Piwonii. Przeważającym typem zieleni na terenie miasta są skwery oraz dwa parki miejskie przy ul. 11 Listopada oraz między ulicami Ogrodową i Kościelną. Na terenie miasta znajduje się zbiornik wodny zalewu miejskiego (4,6 ha), który wykorzystywany jest jako miejsce rekreacyjne przez lokalnych wędkarzy.

## Historia
Według Jana Długosza Parczew istniał już w 1235 roku. Parczew otrzymał prawa miejskie w 1401 z rąk Władysława Jagiełły. W 1413 na zjeździe w Horodle, Parczew został wyznaczony na miejsce zjazdów sejmów polsko-litewskich. Stał się odtąd ważnym ośrodkiem życia politycznego kraju. Tu gościli kolejno wszyscy królowie z dynastii Jagiellonów i tu zapadło dla obu krajów wiele ważnych ustaleń. Ostatni sejm parczewski odbył się w 1564 za Zygmunta Augusta.
Parczew był siedzibą starostwa niegrodowego. Jako miasto warowne posiadał trzy bramy: Lubelską, Chełmską i Łomaską. Tuż obok miasta wznosiła się królewska rezydencja zwana Zamkiem. Na rynku stał ratusz, miasto posiadało dwie łaźnie, cztery młyny i kilka browarów. Miało też prawo składu soli. W XVI wieku znajdowały tu się trzy kościoły, cerkiew i synagoga, a także szkoła i szpital. Król Zygmunt II August wraz z Senatem przyjął z rąk nuncjusza Giovanniego Francesca Commendonego księgę ustaw soboru trydenckiego na sejmie w Parczewie 7 sierpnia 1564 roku. W 1794 r. Parczew został wyznaczony na miejsce sądu ziemskiego, jednak wobec upadku Rzeczypospolitej, sąd został zlikwidowany.
Rozbiory Polski zahamowały rozwój miasta. Pewien wpływ na ożywienie miasta pod koniec XIX wieku, miało przeprowadzenie linii kolejowej z Lublina do Łukowa w 1898 r. W latach międzywojennych Parczew rozwijał się powoli i przekroczył nieco 10 tysięcy mieszkańców.
W dniach 29–30 września 1939 miała miejsce bitwa pod Parczewem pomiędzy maszerującymi w kierunku Kocka oddziałami Grupy Operacyjnej Polesie, a wkraczającymi oddziałami radzieckimi, zakończona zwycięstwem Polaków.
W latach okupacji Parczew był silnym ośrodkiem konspiracyjnym. Położone w pobliżu Lasy Parczewskie stanowiły bazę dla wielu ugrupowań partyzanckich AL, GL, AK, jak i partyzantki radzieckiej (oddział pod dowództwem płk. Iwana Banowa „Czornego”). W ramach AL walczył również oddział składający się z Żydów, dowodzony przez Chyla Grynszpana i liczący kilkudziesięciu żołnierzy. 16 kwietnia 1944 roku miejscowość została opanowana przez 1 Batalion AL im. Hołoda pod dowództwem kpt. Aleksandra Skotnickiego „Zemsta”. Spalono magistrat i ostrzelano posterunek Schutzpolizei. 22 lipca 1944 Parczew został zajęty przez oddziały 1 Frontu Białoruskiego Armii Czerwonej i współpracujący z nim miejscowy oddział AK. 4 sierpnia 1945 od rakiety sygnałowej wystrzelonej przez sowieckiego żołnierza zajęła się zabudowa miejska, a pożar błyskawicznie się rozszerzył, pochłaniając łącznie 42 budynki, w tym stodoły wypełnione plonami. 5 lutego 1946 do miasta wkroczyły oddziały WiN Leona „Jastrzębia” Taraszkiewicza i Piotra Kwiatkowskiego „Dąbka”. Rozpoczęły one konfiskaty w sklepach żydowskich oraz zajęły dwa samochody należące do spółdzielni „Społem”. W trakcie walk zginęli funkcjonariusz MO oraz trzech Żydów z podległej MO tzw. ochronie miasta. Celem akcji było rozbicie lokalnych struktur kolaborujących z PPR oraz aprowizacja oddziału. Propaganda skrzętnie wykorzystała fakt, że w trakcie akcji zginęli Żydzi, oskarżając oddział Taraszkiewicza o pogrom. W wyniku tych działań z Parczewa nastąpił exodus Żydów.
Na ożywienie gospodarki i aktywność mieszkańców wpłynęło utworzenie powiatu parczewskiego w 1955. Wybudowano siedzibę dla urzędu powiatowego i miejskiego, przychodnię lekarską, szpital, liceum i szkoły podstawowe. W szybkim tempie rozwijało się budownictwo mieszkaniowe. Po reformie administracyjnej w 1975 r. Parczew przestał być miastem powiatowym.
W 1978 r., w 33. rocznicę zwycięstwa nad nazistowskimi Niemcami, Rada Państwa PRL odznaczyła gminę i miasto Parczew Krzyżem Grunwaldu II klasy.
Miasto stało się siedzibą powiatu ponownie w 1999 roku.

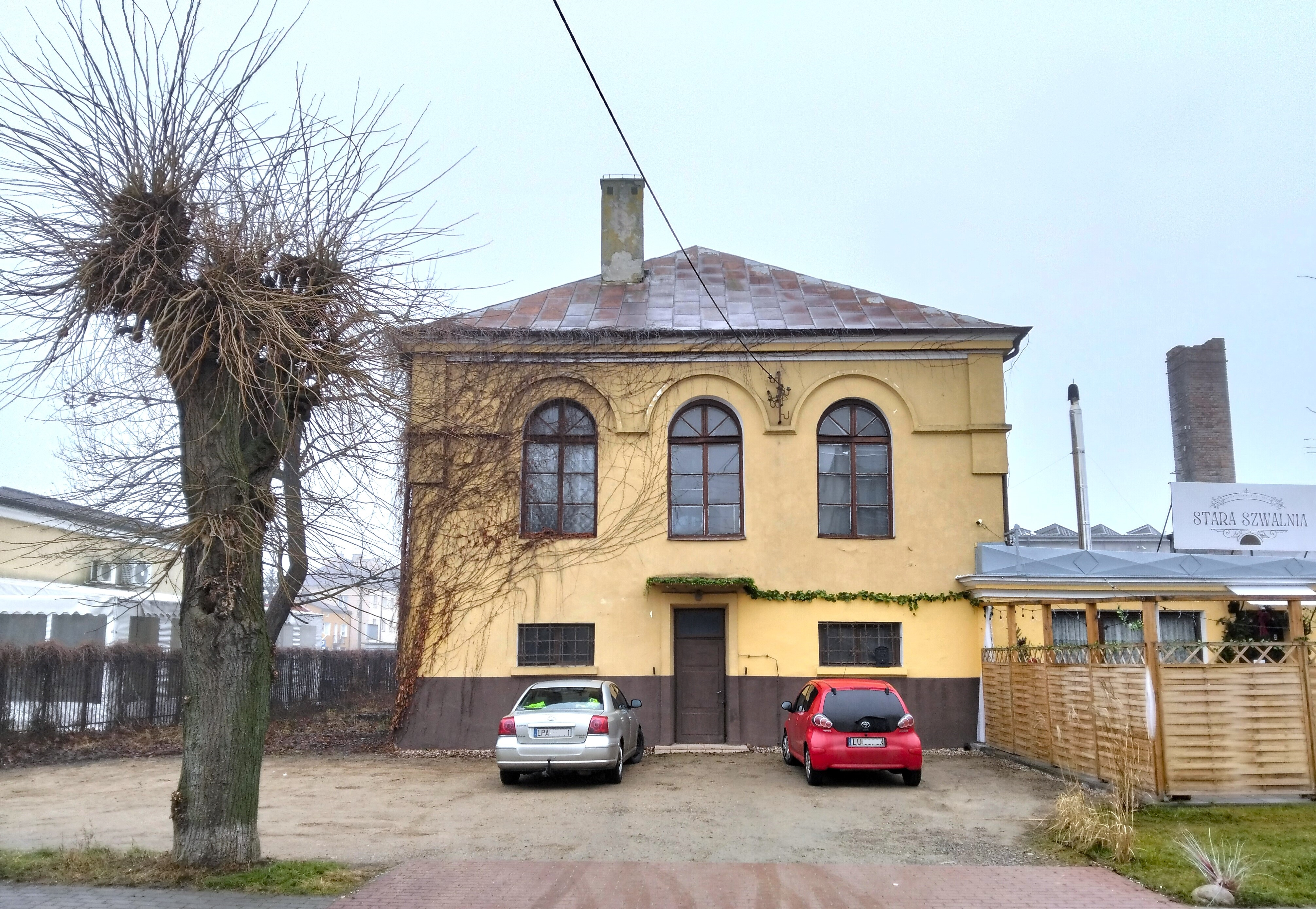
Synagoga w Parczewie

Społeczność żydowska wywierała przez wieki duży wpływ na Parczew. Zygmunt August zezwolił w nim na zamieszkiwanie Żydów w 1564 r., chociaż gmina żydowska istniała tutaj już dużo wcześniej. Władysław IV w 1633 odnowił przywilej posiadania przez gminę synagogi i kirkutu. Samo miasto żydowskie istniało poza murami miasta, a jego mieszkańcy zajmowali się zazwyczaj handlem. Przed samą wojną społeczność żydowska stanowiła 50% mieszkańców. Większość z nich znalazła się w getcie utworzonym tutaj przez Niemców. W 1942 r. getto zostało zlikwidowane, a mieszkańcy zostali wywiezieni do obozu zagłady w Treblince.
W miasteczku pozostały dwa budynki po synagogach, przy ulicy Piwonia i przy ulicy Żabiej. Jest także rytualna mykwa wzniesiona w XX wieku. W domu przy ulicy Zjednoczenia 31 mieściła się świetlica żydowska. Po cmentarzu nie pozostał żaden ślad, dziś w tym miejscu znajduje się park. Parczew był jednym z niewielu miast w Polsce, w którym podjęto po wojnie próbę odtworzenia żydowskiej społeczności sztetla.

## Zmiany terytorialne
13 października 1919 do Parczewa włączono z gminy Tyśmienica wsie: Koczergi, Jasionka Polska i Jasionka Ruska.
1 kwietnia 1929 do Parczewa włączono: a) z gminy wiejskiej Dębowa Kłoda w powiecie włodawskim wieś Sowin o obszarze 300 ha 7.073 m²; b) z gminy wiejskiej Tyśmienica w tymże powiecie miejscowości: Królewski Dwór o obszarze 303 ha 9.241 m², Górne o obszarze 14 ha 5.915 m², Szytki o obszarze 3 ha 4.520 m², Kokwa z osadą młyńską tejże nazwy o obszarze 35 ha 6.936 m² oraz część miejscowości Siedliki o obszarze 28 ha 1.767 m²; c) z gminy wiejskiej Milanów w powiecie radzyńskim, województwie lubelskim: grunty byłego folwarku Bieźle o obszarze 121 ha 4.922 m², część gruntów wsi Wierzbówka tak zwane Zasławie o obszarze 69 ha 531 m². Tak rozszerzone miasto Parczew graniczyło zatem: a) od północy z lasami folwarku Milanów, gruntami folwarków: Wierzbówka, Mogiłki, Jasionka Ruska, wsi: Kostry, Zaniówka, należącymi do gminy wiejskiej Milanów w powiecie radzyńskim; b) od wschodu z gruntami wsi Przewłoka, kolonii Mariampol, w gminie wiejskiej Mariampol, powiecie radzyńskim; c) od południa z gruntami wsi: Selitnie, Żmiarki, Stępów, Borki, Makoszka, lasem państwowym Makoszka, w gminie wiejskiej Dębowa Kłoda, oraz wsi Siedliki w gminie wiejskiej Tyśmienica, powiecie włodawskim; d) od zachodu z gruntami: wsi Laski w gminie wiejskiej Tyśmienica, powiecie włodawskim, wsi Brudno, Glinny Stok w gminie wiejskiej Suchowola, wsi Cichostów w gminie wiejskiej Milanów, powiecie radzyńskim.
5 października 1954 do Parczewa włączono cztery gromady: Laski (wieś Laski) i Siedliki (wieś Siedliki) z gminy Tyśmienica powiatu włodawskiego oraz Jasionka (kolonia Jasionka) i Wierzbówka (wieś i kolonię Wierzbówka) z gminy Milanów powiatu radzyńskiego
31 grudnia 1961 z Parczewa wyłączono wsie Jasionka I, Jasionka II, Jasionka III, Wierzbówka, Królewski Dwór, Koczergi, Laski, Sowin, Siedliki i Michałówka, włączając je do gromady Parczew.
1 stycznia 1973 z Parczewa wyłączono wieś Szytki, włączając ją do nowo utworzonej gminy Parczew.

## Demografia

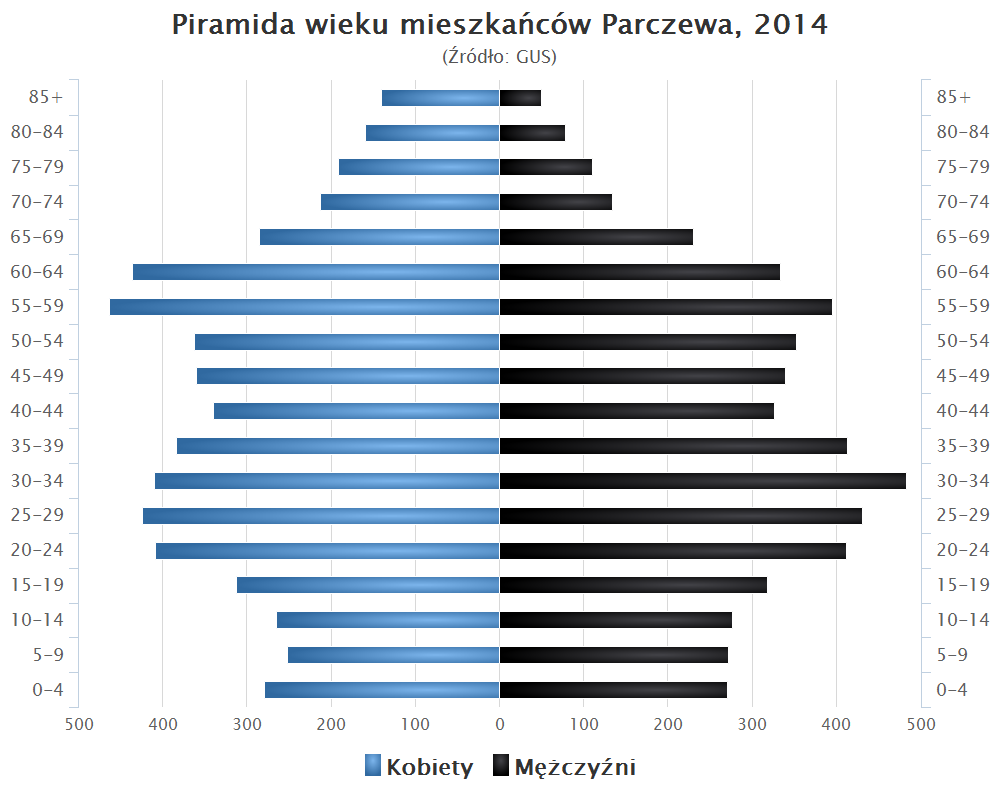
Piramida wieku mieszkańców Parczewa w 2014 roku

## Zabytki

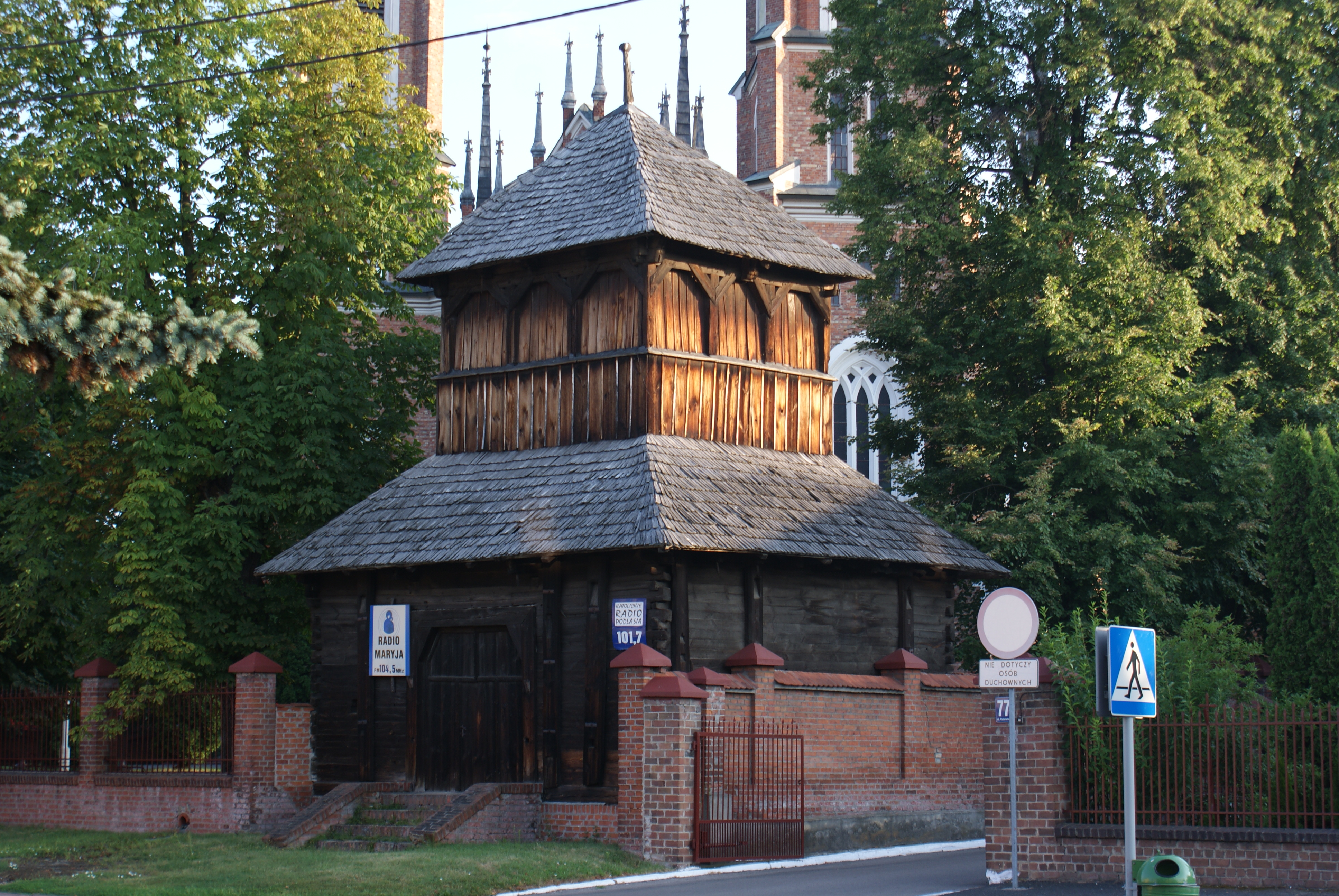
Drewniana dzwonnica W Parczewie

Na terenie Parczewa znajdują się obiekty zabytkowe:
- neogotycka bazylika kolegiacka wybudowana w latach 1905–1913. Do najcenniejszych zabytków będących własnością parczewskiego kościoła należą: ornat z motywem biblijnym z XVI wieku wyszyty przez pierwszą żonę Zygmunta Augusta Elżbietę Habsburżankę oraz klasycystyczna monstrancja z 1788 r. fundacji Jana i Marianny Koczurów.
- drewniana dzwonnica z 1675 r. Posiada unikatową drewnianą konstrukcję ramowo-słupową oraz dach kryty gontem. Obecnie budynek pełni rolę kaplicy przedpogrzebowej przy bazylice mniejszej w Parczewie.
- hala targowa znajdująca się na placu Wolności, wzniesiona została w 1938 r. według projektu Artura Bernhardta.
- budynek dawnej synagogi – dawny żydowski dom modlitwy, miejsce zgromadzeń religijnych. Wybudowany w stylu eklektycznym przez gminę żydowską w końcu XIX wieku (po 1873 roku).
- budynek dawnej szkoły powszechnej z końca XIX wieku
- budynek dawnej mykwy – rytualna łaźnia żydowska. Obiekt wybudowany na początku XX wieku, posiada cechy architektury modernistycznej.

### Pomniki

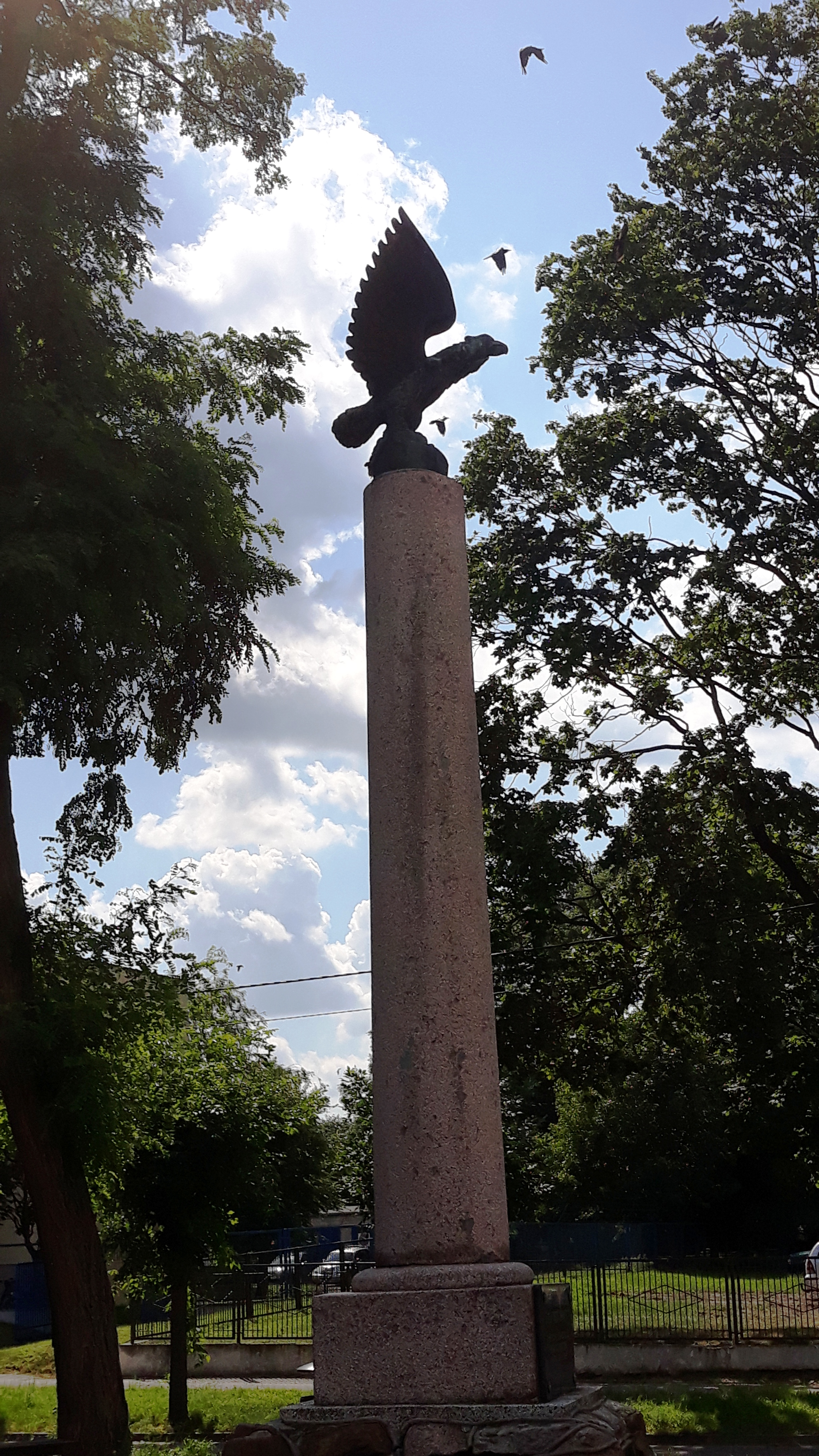
Pomnik Niepodległości w Parczewie

- Pomnik Niepodległości – odsłonięty w 1928 roku. Na kolumnie umieszczony został orzeł zrywający się do lotu. Na tablicy widnieje napis: „Po stu dwudziestu trzech latach strasznej niewoli – zmartwychwstałej Ojczyźnie” i lata 1795–1918.
- Pomnik Marszałka Józefa Piłsudskiego – powstał 8 listopada 1931 r., przetrwał czasy II wojny światowej bez większych uszkodzeń. Został zniszczony pod koniec lat 40. ubiegłego stulecia wraz z wprowadzeniem nowego socjalistycznego porządku, wtedy też usunięto z ewidencji nazwę placu. W 1992 r. z inicjatywy Społecznego Komitetu Odbudowy Pomnika Marszałka Józefa Piłsudskiego ponownie stanął tam pomnik. Każdego roku odbywają się na tym placu uroczystości upamiętniające odzyskanie niepodległości, czy uchwalenie Konstytucji 3 Maja. W 2014 r. plac został zrewitalizowany. Otoczenie zostało dostosowane do charakteru miejsca historycznego.
- Pomnik Powstania Styczniowego

## Gospodarka
Miasto położone jest w północnej części województwa lubelskiego. W mieście krzyżują się drogi wojewódzkie: 815 – Lubartów – Parczew – Wisznice, 813 – Łęczna – Ostrów Lubelski – Parczew – Międzyrzec Podlaski, 819 – Parczew – Sosnowica – Wola Uhruska. Miasto jest oddalone o 63 km od Lublina, o 60 km od Białej Podlaskiej i o 182 km od Warszawy. Miasto leży w odległości około 50 km od przejścia granicznego z Białorusią (Sławatycze).
Powierzchnia miasta wynosi 8,05 km², co stanowi ponad 5% całkowitej powierzchni gminy Parczew.
Największe przedsiębiorstwa produkcyjne i usługowe:
- Fabryka kabli Elpar Sp. z o.o.
- Huta Szkła Gospodarczego Tadeusz Wrześniak Sp. z o.o.
- Wytwórnia Octu i Musztardy
- Gospodarstwo Ogrodnicze Wiesław Sidor
- Spółdzielnia Mleczarnia „SPOMLEK” O/Parczew
- Parster Sp. z o.o.
- Fabel Sp. z o.o.
- Zakład Usług Komunalnych Sp. z o.o.
- Przedsiębiorstwo Robót Drogowo Mostowych.

### Handel
Na terenie miasta handel prowadzony jest w niewielkich punktach handlowych, targowisku oraz w ramach centrach handlowych i hurtowni:
- Targowisko miejskie (ul. Ogrodowa) czynne dwa dni w tygodniu (wtorek i piątek)
- Galeria Fabel (Al. Zwycięstwa)
- Prima Park Parczew (Al. Jana Pawła II)
- Skład Opału i Materiałów Budowlanych T&M Sobianek (ul. Polna)

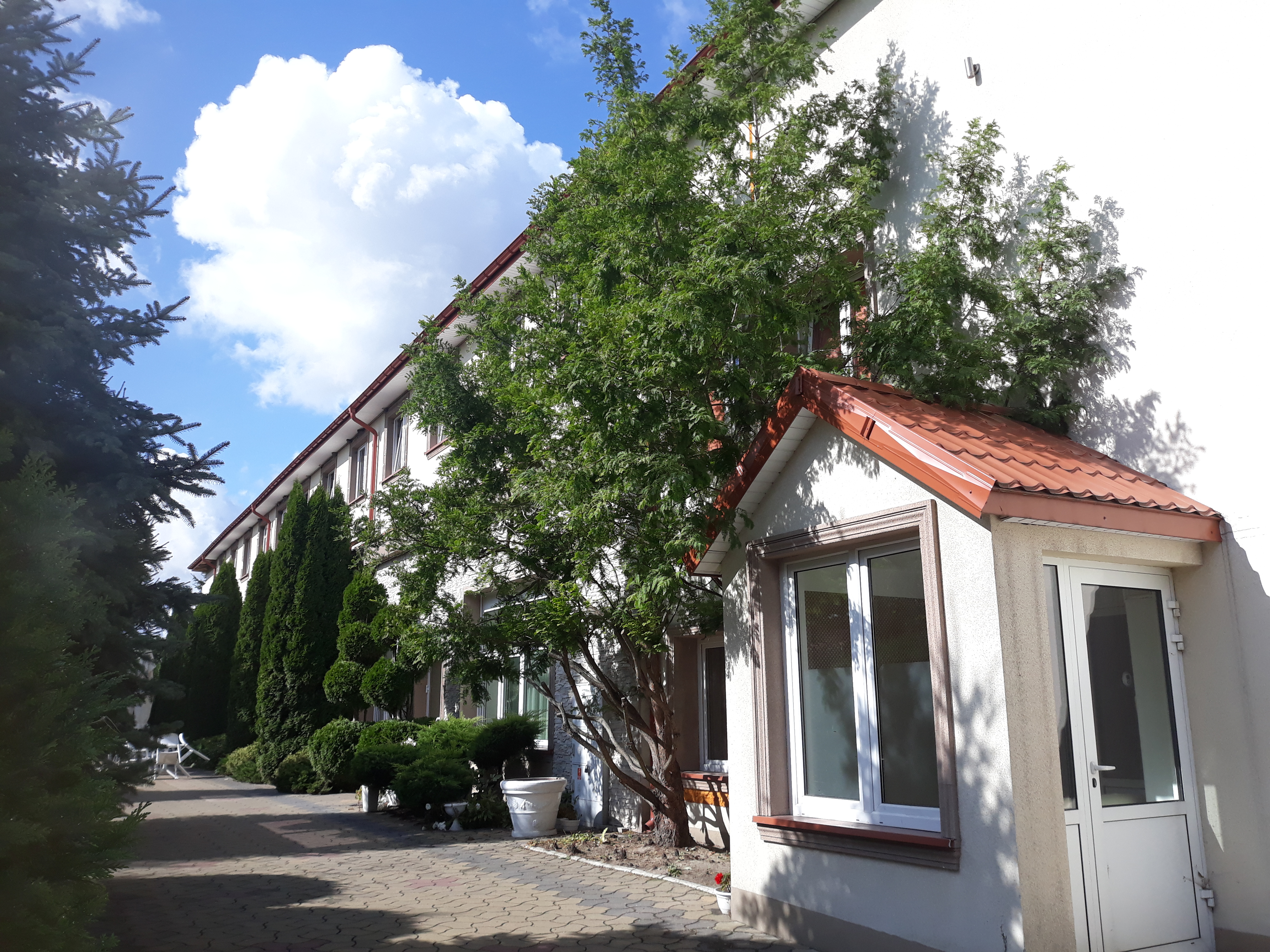
Hotel Alma w Parczewie

- Lodex /Chłodnie Wschód.

### Hotele
- G.H.otel – 30 miejsc noclegowych[27]
- Hotel Alma – 32 miejsca noclegowe[28]
- Hotel Orion

## Transport

### Drogowy
Przez miasto przebiegają drogi wojewódzkie:
- 815 Lubartów – Parczew – Wisznice,
- 813 Łęczna – Ostrów Lubelski – Parczew – Międzyrzec Podlaski,
- 819 Parczew – Sosnowica – Wola Uhruska.

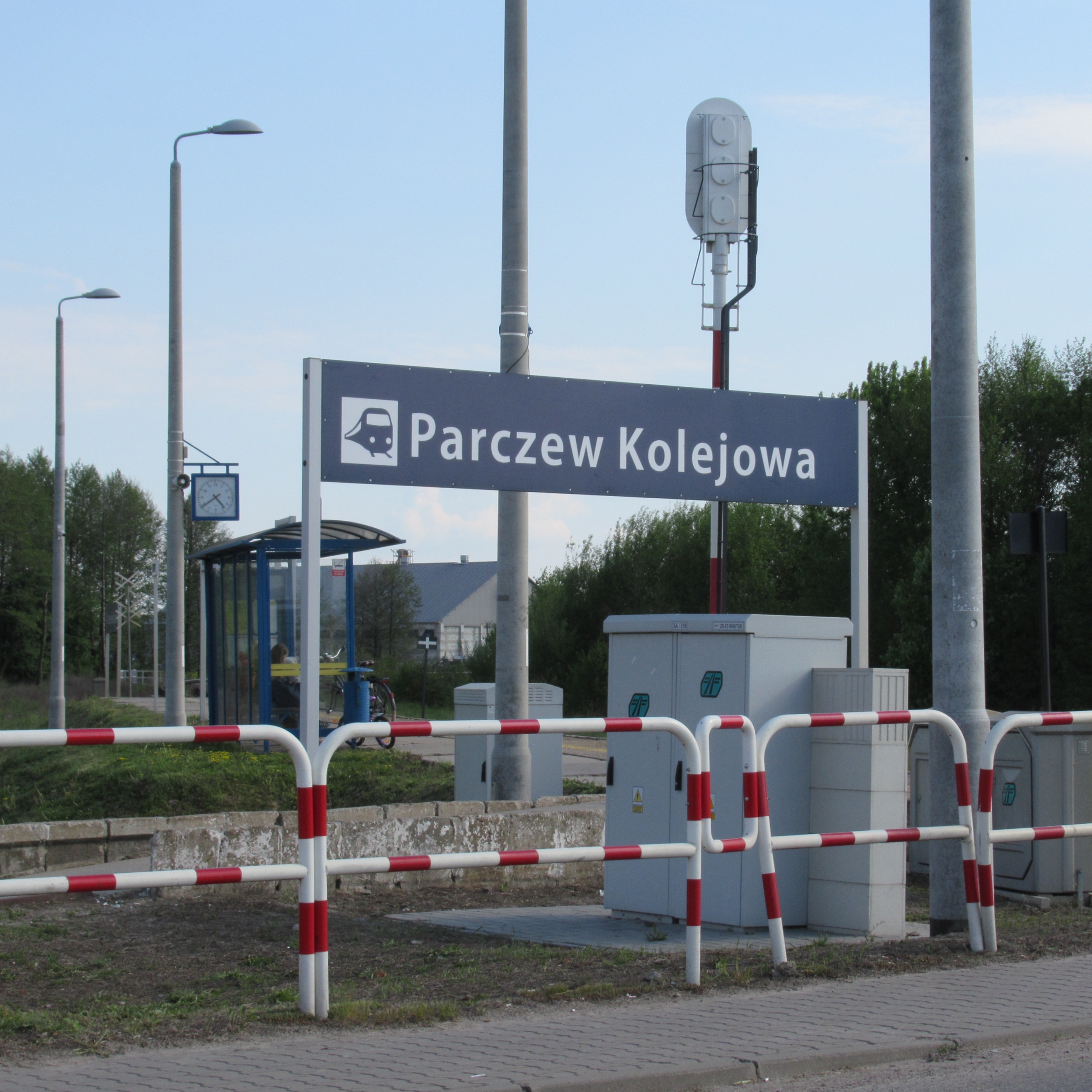
Przystanek kolejowy w Parczewie

### Kolejowy
Przez miasto przebiega linia kolejowa nr 30 Łuków – Lublin Północny – linia kolejowa w województwie lubelskim. Zbudowana w latach 1894–1898 pierwotnie jako jednotorowa (drugi tor dobudowano w 1904 r.). Ruch pasażerski na tej trasie odbywa się za pośrednictwem autobusów szynowych (szynobusy) – dziennie realizowanych jest 8 połączeń pasażerskich. Linia ta jest również wykorzystywana do transportu pasażerów z Lublina do Warszawy, z uwagi na kompleksową modernizację linii kolejowej nr 7 na odcinku Lublin – Otwock.
Parczew posiada stację kolejową oraz przystanek kolejowy na linii nr 30 Łuków – Parczew – Lubartów – Lublin. Na terenie stacji znajduje się wieża ciśnień o ciekawej konstrukcji, tj. na górną kondygnację prowadzą zewnętrzne schody.
Na 2021 zaplanowana była kompleksowa modernizacja linii kolejowej nr 30. Docelowo w planach są również elektryfikacja i włączenie do systemu metropolitarnego ruchu kolejowego istniejącego wokół Lublina.

### Osobowy drogowy
Kursują prywatne busy zapewniające dogodne połączenia z Lublinem, Warszawą, Białą Podlaską i Radzyniem Podlaskim.

### Lotniczy
- W Parczewie znajduje się lądowisko Parczew-Szpital.
- 7 km na południowy wschód znajduje się prywatne lądowisko Dębowa Kłoda.
- 47 km na południowy zachód znajduje się Port Lotniczy Lublin.

## Edukacja
W Parczewie znajdują się następujące publiczne placówki edukacyjne:
- 2 przedszkola:
  - Publiczne Przedszkole nr 1 „Pod Krasnalem”
  - Publiczne Przedszkole nr 2 im. Janusza Korczaka
- 3 szkoły podstawowe:
  - Szkoła Podstawowa nr 1 im. Tadeusza Kościuszki (budynek oddano do użytku w 01.09.2000 roku)
  - Szkoła Podstawowa nr 2 im. Królowej Jadwigi
  - Szkoła Podstawowa nr 3 im. Króla Władysława Jagiełły (dawne gimnazjum o tym samym imieniu, w tym samym budynku do czerwca 2000 roku mieściła się placówka ówczesnej szkoły SP1)
- I Liceum Ogólnokształcące im. Mikołaja Kopernika w Parczewie
- Zespół Szkół im. Stanisława Staszica (dawne nazwy szkoły: Zespół Szkół Ponadgimnazjalnych, Centrum Kształcenia Ustawicznego, Zasadnicza Szkoła Zawodowa. Placówka od początku istnienia nosi to samo imię).

W mieście zlokalizowane są także szkoła muzyczna I stopnia, studium policealne PROFIT, niepubliczne przedszkole Artystyczno-Językowe „Skowronek”, Przedszkole Niepubliczne ZAJĄCZEK, Niepubliczny Żłobek Akademia Malucha, a także filia Biblioteki Pedagogicznej w Białej Podlaskiej.

## Turystyka

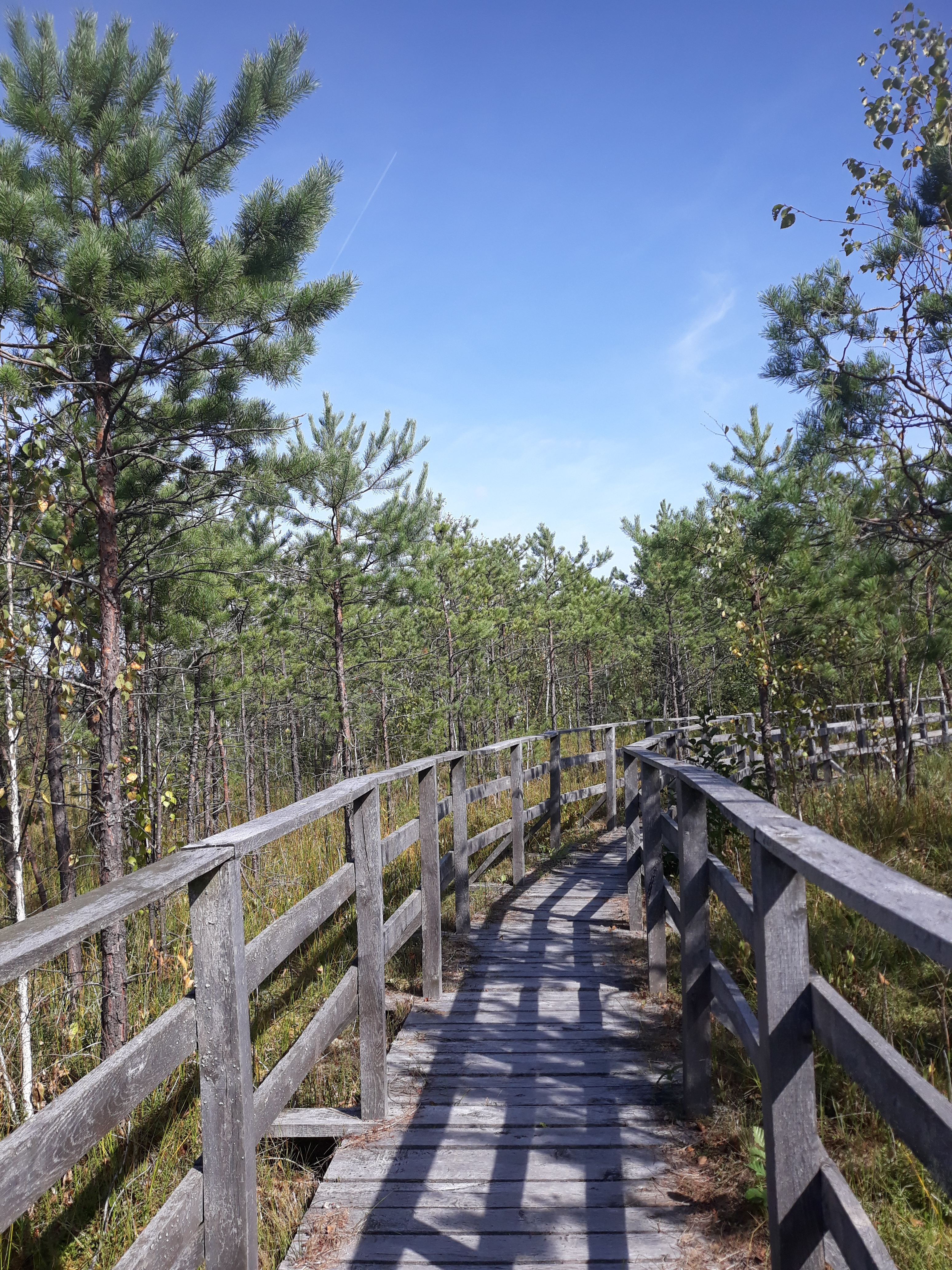
Ścieżka przyrodnicza Jezioro Obradowskie

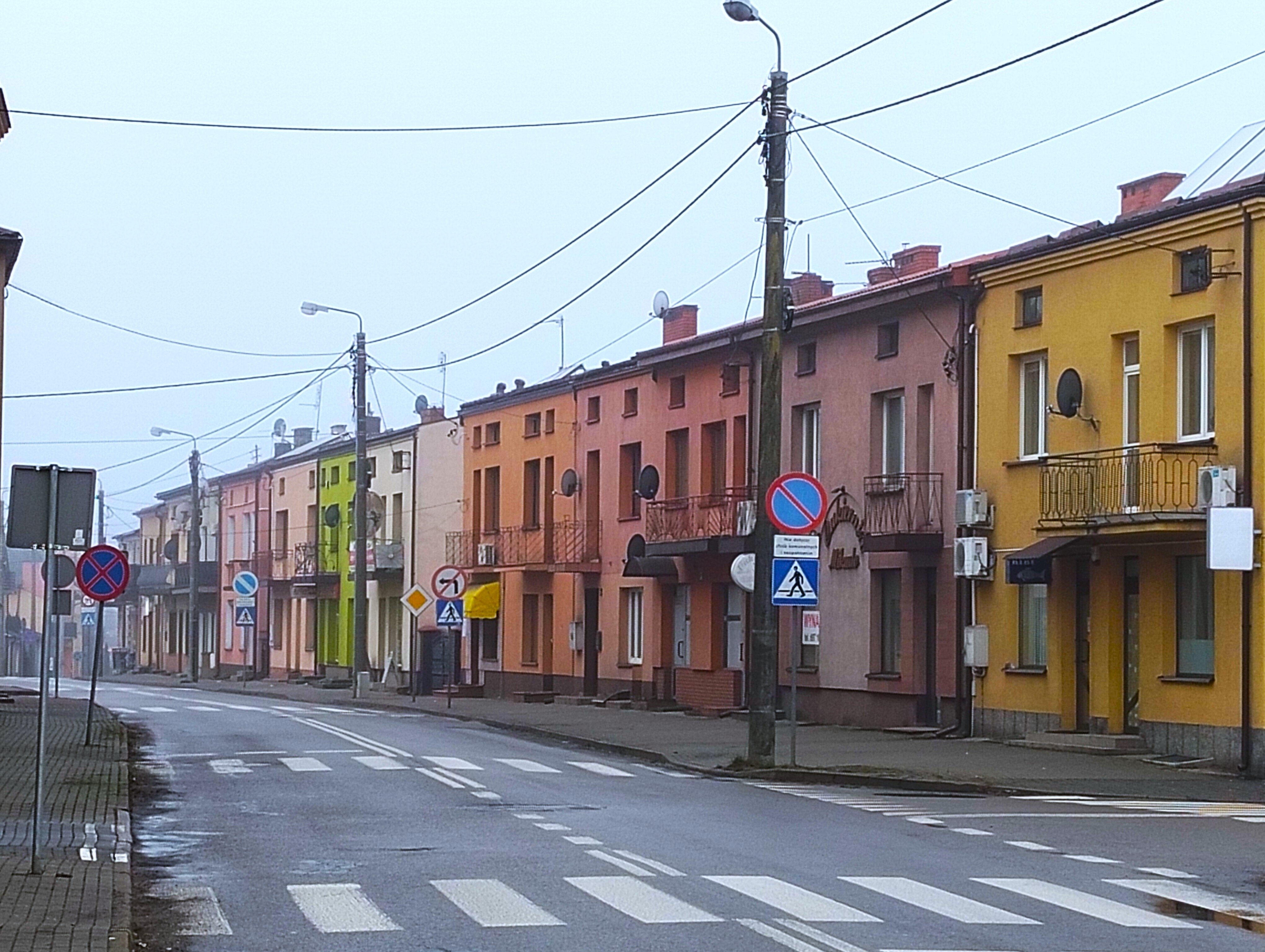
Ulica Strażacka

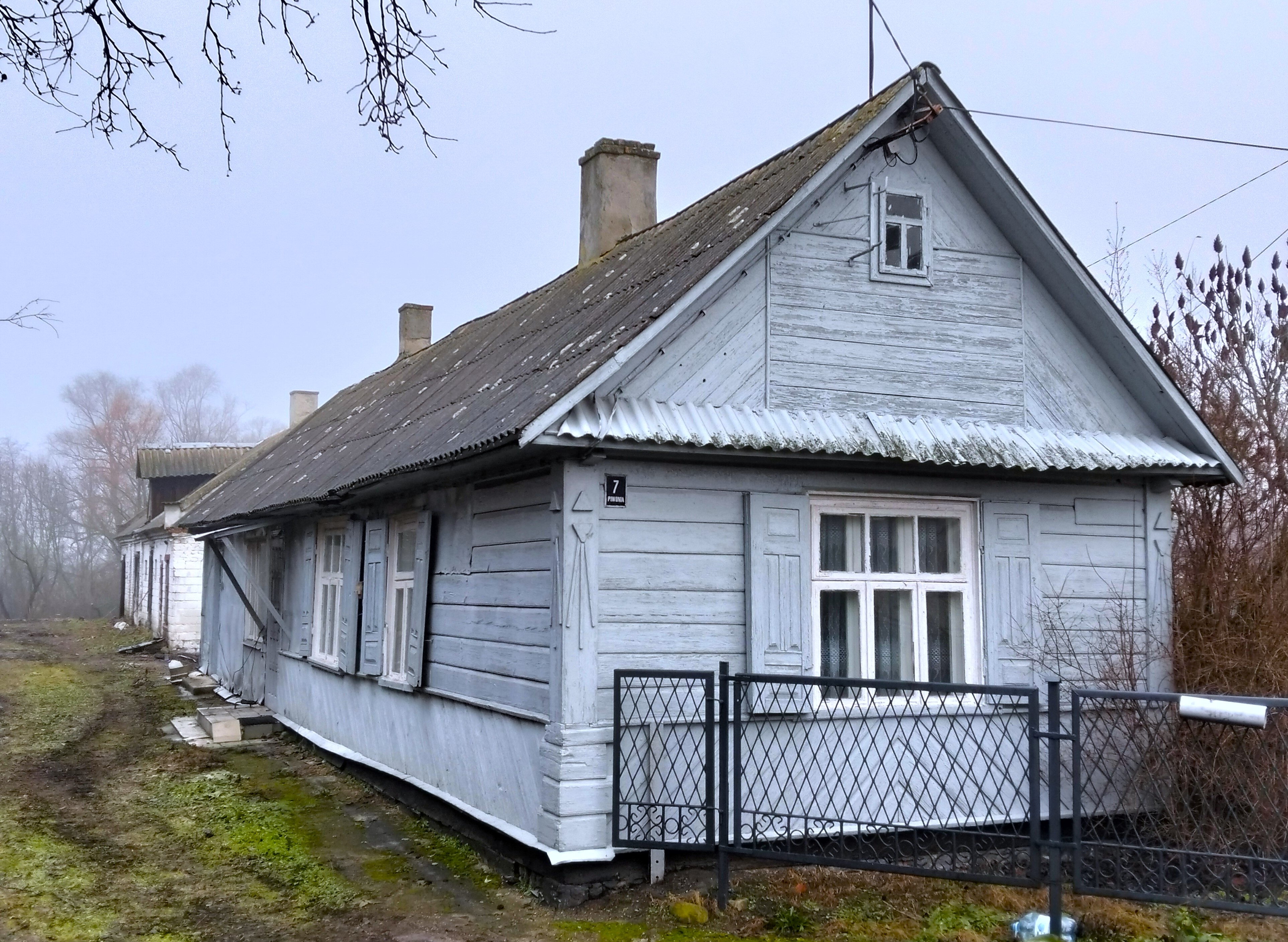
Drewniana zabudowa ulicy Piwonia

Turystyka opiera się na walorach przyrodniczo-historycznych miasta i okolic, które są wykorzystywane głównie do turystyki pieszej i rowerowej.
- Historyczny Szlak Jagielloński – w latach 1386–1611 średniowieczny szlak handlowy łączący stolice państwa polsko-litewskiego – Kraków i Wilno przez Lublin. Odcinek szlaku pomiędzy Parczewem a Ostrowem Lubelskim został oznakowany i pełni funkcję trasy rowerowej pod nazwą Gościniec Królewski[31].
- Rezerwat przyrody Jezioro Obradowskie położony w gminie Parczew ok. 3 km na południe od miejscowości Laski. Rezerwat swoim zasięgiem obejmuje Jezioro Obradowskie, fragmenty lasów oraz torfowisko przejściowe. Na terenie rezerwatu znajduje się ścieżka edukacyjna, która prowadzi drewnianą kładką przez fragmenty lasu i torfowiska nad jezioro[32].
- Dolina Tyśmienicy jest obszarem specjalnej ochrony ptaków systemu Natura 2000 (7 363,7 ha). W okresie lęgowym obszar zasiedlają następujące gatunki ptaków: batalion, bączek, bąk, bielik, błotniak łąkowy i stawowy, puchacz, krakwa, kulik, rycyk, derkacz i inne. To miejsce popularne wśród pasjonatów ptaków, w tym ornitologów i birdwatcherów.
- Ścieżka edukacyjna Bobrówka w leśnictwie Jedlanka na terenie Nadleśnictwa Parczew. Ścieżka ma kształt pętli okalającej staw młyński „Gościniec”, została odtworzona w 2011 roku i łączy miejsca po nieistniejących już młynach wodnych Kozera i Gościniec. Trasa przebiega przez zróżnicowane tereny. Całkowita długość ścieżki to ok. 3,3 km., z czego ok. 1 km stanowi drewniana kładka wyposażona w barierki zabezpieczające, oraz 3 pomosty widokowe. Na trasie ścieżki zlokalizowano 14 przystanków wyposażonych w tablice edukacyjne przybliżające tematykę gospodarki leśnej prowadzonej przez leśników[33].
- Rezerwat „Lasy Parczewskie” położony w dużym kompleksie Lasów Parczewskich w gminie Dębowa Kłoda. To rezerwat leśny typu kulturowego. Lasy parczewskie już od osiemnastego wieku były miejscem walk narodowowyzwoleńczych. Celem ochrony jest zachowanie starodrzewi sosnowych w miejscach intensywnej działalności partyzanckiej. W rezerwacie zachowały się miejsca pamięci w postaci ziemianek, okopów oraz zbiorowych mogił. Na terenie rezerwatu znajdują się cmentarz oraz obelisk upamiętniający dawne wydarzenia[34].
- Ścieżka przyrodnicza Czarny Las – zlokalizowany w gminie Milanów w Rezerwacie Czarny Las. Głównym celem ochrony jest zachowanie fragmentu wielogatunkowego lasu mieszanego pochodzenia naturalnego z rzadkimi i chronionymi gatunkami roślin. Występują tutaj dęby szypułkowe w wieku 170 lat, których egzemplarze osiągają rozmiary zbliżone do pomnikowych. Ścieżka wyposażona jest w drewniane pomosty i punkty widokowe[35].
- Rezerwat „Królowa Droga” jest rezerwatem częściowym rodzaju leśnego. Zlokalizowany jest w leśnictwie Makoszka, gmina Dębowa Kłoda, w odległości ok. 8 km od Parczewa. Południową granicę rezerwatu stanowi dawny trakt o zwyczajowej nazwie „Droga Królów”. Celem ochrony jest zachowanie naturalnego fragmentu lasu dębowego z domieszką sosny. W rezerwacie spotkać można wiele pomnikowych okazów dębu szypułkowego oraz wiele gatunków roślin rzadkich i chronionych m.in.: wawrzynek wilczełyko, orlik pospolity, naparstnica zwyczajna oraz lilia złotogłów[36].

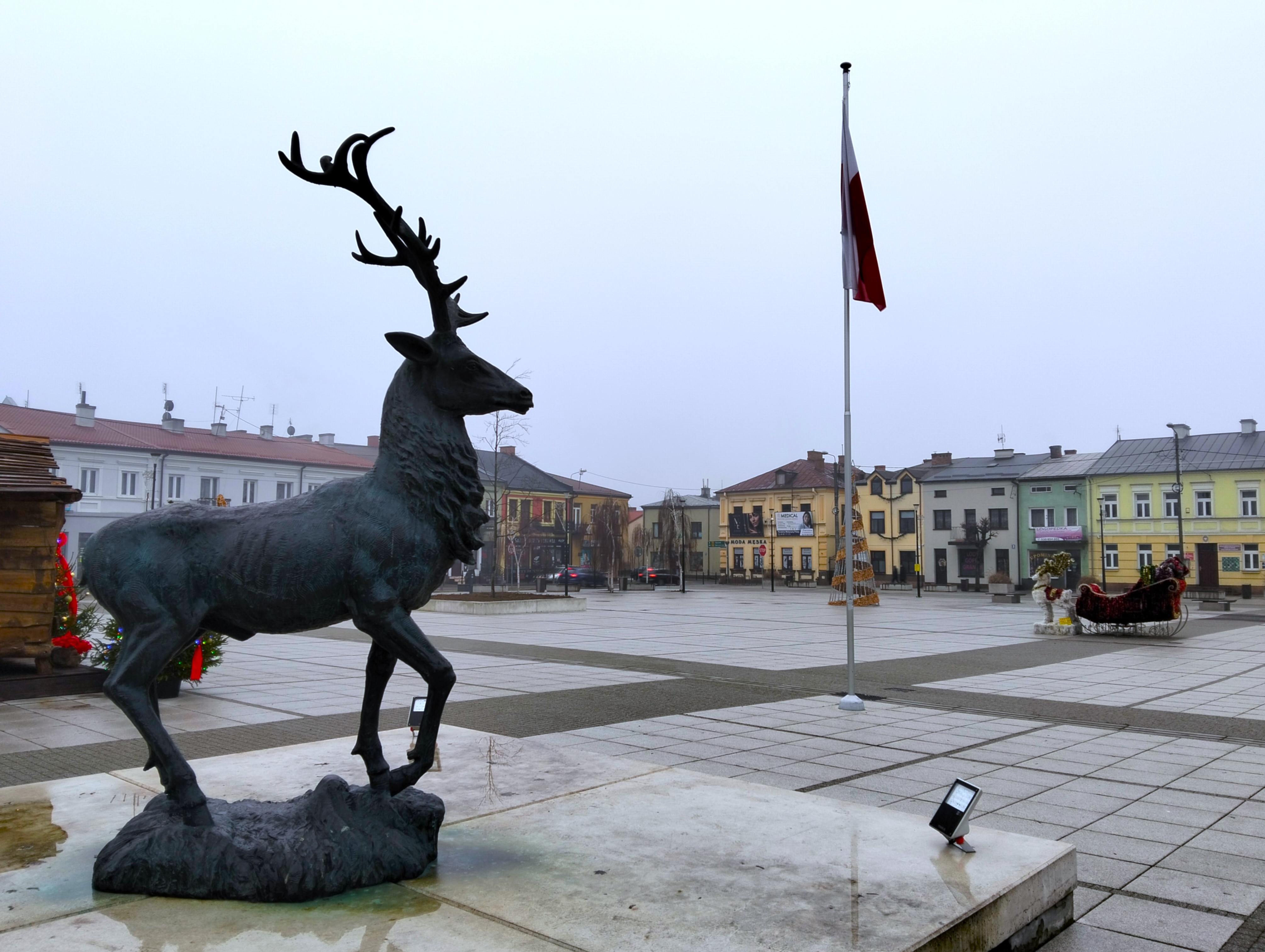
Plac Wolności w Parczewie

Cykliczne imprezy organizowane w Parczewie:
- Dni Parczewa
- Jarmark Jagielloński
- Noc Świętojańska
- Zlot Kapel Podwórkowych
- Bieg Pamięci Żołnierzy Wyklętych Tropem Wilczym
- Orszak Trzech Króli
- Lubelska Vuelta

Instytucje kultury:
- Parczewski Dom Kultury
- Miejsko Gminna Biblioteka Publiczna
- Powiatowa Biblioteka Publiczna Centrum Kultury

## Wspólnoty wyznaniowe
- Kościół rzymskokatolicki:
  - parafia Opatrzności Bożej
  - parafia św. Jana Chrzciciela
- Kościół Zielonoświątkowy w RP:
  - zbór w Parczewie[37]
- Świadkowie Jehowy:

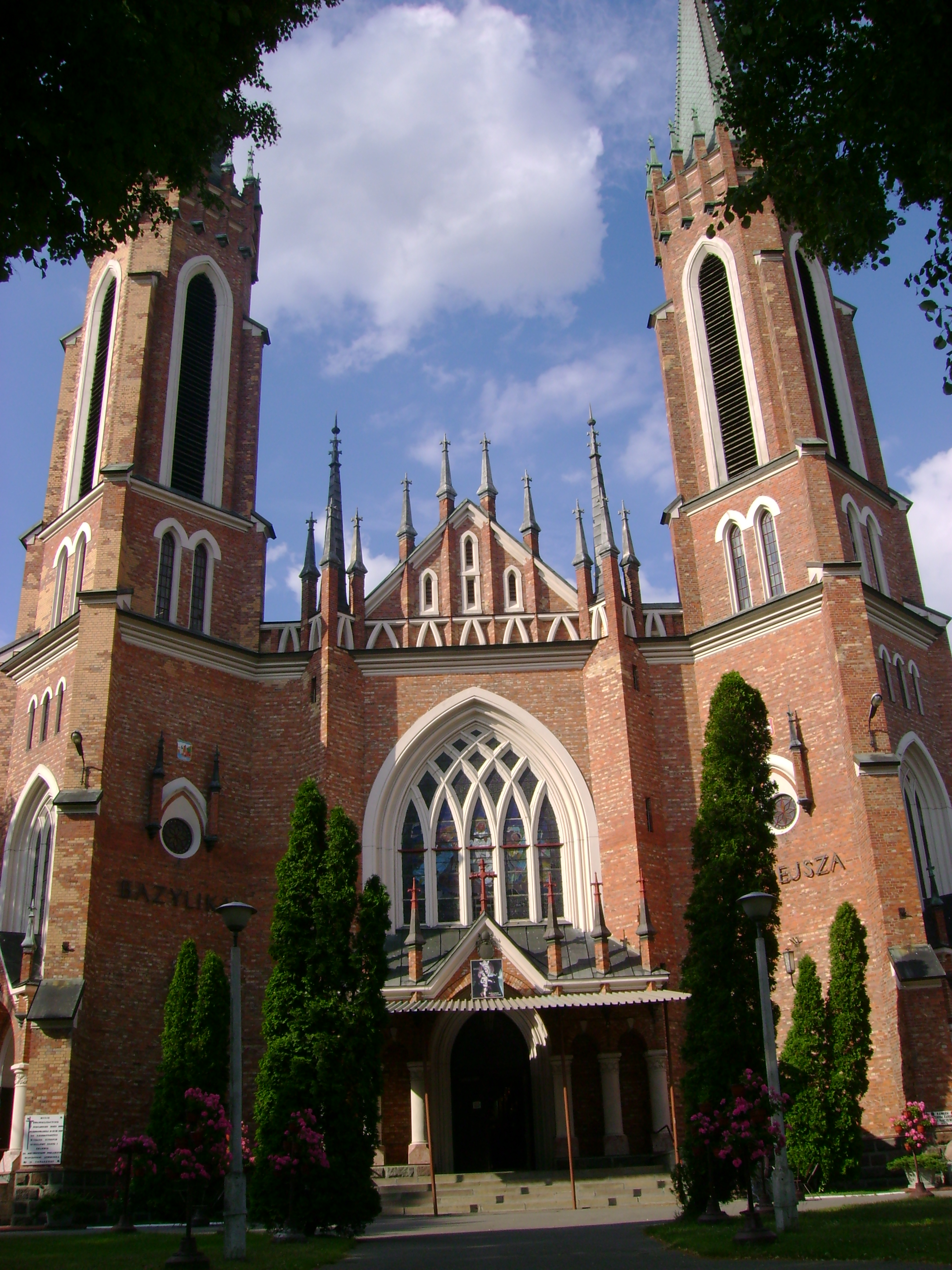
Neogotycka bazylika kolegiacka

  - zbór Parczew (Sala Królestwa ul. Wojska Polskiego 25)[38].

## Sport

### Kluby sportowe
- Klub siatkarski MKS Victoria Parczew – sekcja żeńska
- Klub piłkarski MKS Victoria Parczew
- Klub lekkoatletyczny Olimp Parczew
- Klub Strzelecki – SOKÓŁ Parczew
- Klub Tenisa Stołowego Pantera Parczew
- Klub koszykarski MKS Olimp Parczew

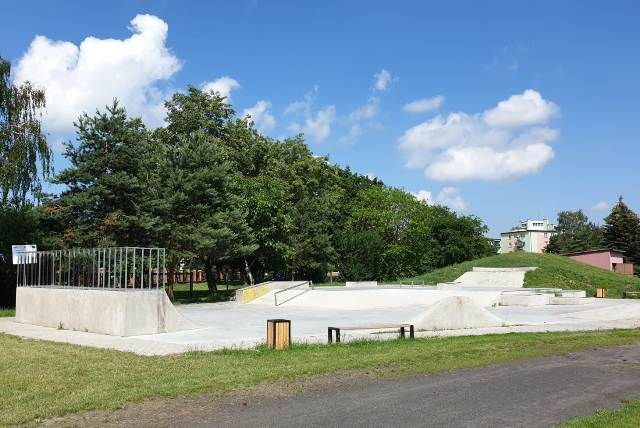
Skatepark w Parczewie

- Uczniowski Klub Sportowy Jedynka
- Parczewska Grupa Rowerowa
- Kub Karate KYOKUSHIN
- Klub Karate Viet Vo Dao Long Kiem

### Obiekty sportowe
- Kryta pływalnia Kompleks Sportowo-Rekreacyjny Jelonek
- Stadion piłkarski Miejskiego Ośrodka Sportu i Rekreacji
- Boisko do siatkówki i koszykówki
- Dwa kompleksy boisk sportowych Orlik
- Siłownia kryta (MOSiR) i osiedlowe siłownie na wolnym powietrzu
- Kort tenisowy
- Skatepark
- Pumptrack

## Współpraca międzynarodowa
Miasta i gminy partnerskie:
- Bressuire  Francja[39]
- Luboml  Ukraina[40]
- Preny  Litwa[41]

## Odznaczenia
- Order Krzyża Grunwaldu II klasy (1978)[42]